# Biuro Narodów Zjednoczonych do spraw Narkotyków i Przestępczości
Biuro Narodów Zjednoczonych do spraw Narkotyków i Przestępczości (ang. United Nations Office on Drugs and Crime, UNODC) – jedna z agencji Organizacji Narodów Zjednoczonych (ONZ), powołana w 1997 roku w wyniku połączenia Programu Narodów Zjednoczonych do spraw Kontroli Narkotyków oraz Centrum do spraw Zapobiegania Przestępczości Międzynarodowej. Siedziba główna UNODC mieści się w Wiedniu w Austrii, a działalność operacyjna obejmuje ponad 150 krajów na całym świecie.
Biuro zajmuje się problematyką narkotyków, przestępczości zorganizowanej, korupcji, handlu ludźmi, terroryzmu i prania pieniędzy.

## Cele
Głównym celem UNODC jest wspieranie państw członkowskich ONZ w przeciwdziałaniu przestępczości i narkomanii, a także w promowaniu międzynarodowej współpracy na rzecz praworządności i zdrowia publicznego. Cele Biura koncentrują się na kilku kluczowych obszarach:
- Przeciwdziałanie przestępczości zorganizowanej- zwalczanie przemytu migrantów, przestępstw finansowych, handlu ludźmi oraz nielegalnego handlu bronią[3].
- Kontrola nad narkotykami- ograniczanie użycia, produkcji i przemytu narkotyków, jednocześnie promując alternatywne źródła dochodu w regionach, gdzie produkcja narkotyków stanowi problem[4].
- Zapobieganie korupcji- wspieranie wdrażania standardów wynikających z Konwencji Narodów Zjednoczonych przeciwko Korupcji (UNCAC)[5].
- Walka z terroryzmem- dostarczanie państwom członkowskim narzędzi prawnych i technicznych do zwalczania terroryzmu, w tym finansowania działalności terrorystycznej[6].
- Promowanie zdrowia publicznego- działania na rzecz przeciwdziałania HIV/AIDS wśród osób używających narkotyków oraz wsparcie dla programów leczenia uzależnień[7].

## Struktura organizacyjna
Biuro Narodów Zjednoczonych do spraw Narkotyków i Przestępczości składa się z kilku wyspecjalizowanych jednostek, które zajmują się różnymi aspektami jego działalności. Do najważniejszych należą:
- Dział Operacyjny (ang. Division for Operations, DO)- koordynuje regionalne programy i działania w terenie, zajmując się wdrażaniem projektów związanych z przestępczością i narkotykami w różnych regionach świata.
- Dział ds. Traktatów (ang. Division for Treaty Affairs, DTA)- wsparcie krajów w realizacji zobowiązań traktatowych, w tym walka z korupcją, terroryzmem, handlem ludźmi oraz przestępczością zorganizowaną.
- Dział Analiz Politycznych i Spraw Publicznych (ang. Division for Policy Analysis and Public Affairs, DPA)- analizuje globalne trendy w przestępczości i narkotykach, zajmuje się badaniami, strategią oraz komunikacją publiczną.
- Dział Zarządzania (ang. Division for Management, DM)- odpowiada za zarządzanie zasobami ludzkimi, finansami, technologią oraz wsparcie administracyjne w ramach UNODC.
- Niezależna Sekcja ds. Ewaluacji (ang. Independent Evaluation Section, IES)- ocenia skuteczność działań i programów UNODC, zapewniając ich przejrzystość i efektywność.

## Kluczowe działania

### Kontrola narkotyków
UNODC prowadzi stały monitoring globalnych trendów w zakresie produkcji, przemytu i używania substancji odurzających. Kluczowym narzędziem w tej dziedzinie jest coroczna publikacja World Drug Report, który dostarcza szczegółowych danych na temat sytuacji na świecie. Raport ten jest podstawowym źródłem informacji dla decydentów i ekspertów w dziedzinie polityki narkotykowej. Jak wskazano w „World Drug Report 2023” UNODC: „Liczba użytkowników narkotyków na świecie wzrosła o 23% w ciągu ostatniej dekady”, a największe wyzwania wciąż występują w regionach o niższym poziomie rozwoju.

### Walka z handlem ludźmi
UNODC odgrywa kluczową rolę w globalnej walce z handlem ludźmi, bazując na założeniach Konwencji z Palermo, która jest najważniejszym aktem prawnym dotyczącym przestępczości zorganizowanej. Współpracując z międzynarodowymi organizacjami, takimi jak Interpol, biuro wspiera operacje wymierzone przeciwko zorganizowanym grupom przestępczym. Dzięki tym działaniom udało się uwolnić tysiące ofiar i postawić przed wymiarem sprawiedliwości wielu sprawców tego przestępstwa.

### Przeciwdziałanie korupcji
UNODC aktywnie wspiera państwa członkowskie we wdrażaniu Konwencji Narodów Zjednoczonych przeciwko Korupcji. Biuro oferuje wsparcie techniczne, monitoruje postępy oraz organizuje szkolenia dla funkcjonariuszy publicznych mające na celu poprawę efektywności instytucji zajmujących się walką z korupcją. Programy te pomagają w rozwijaniu narzędzi wykrywających nadużycia oraz skuteczniejszym ściganiu sprawców.

### Zapobieganie terroryzmowi
UNODC prowadzi działania na rzecz wzmacniania zdolności państw w zakresie przeciwdziałania terroryzmowi. Kluczowym elementem tych programów są szkolenia dla organów ścigania i instytucji sądowych, które koncentrują się na przeciwdziałaniu finansowaniu terroryzmu, zwalczaniu cyberprzestępczości oraz wzmacnianiu współpracy międzynarodowej. Działania te mają na celu podniesienie poziomu bezpieczeństwa globalnego oraz skuteczne eliminowanie zagrożeń terrorystycznych.

## Źródła finansowania
Biuro Narodów Zjednoczonych ds. Narkotyków i Przestępczości (UNODC) finansowane jest głównie z dobrowolnych składek państw członkowskich, organizacji międzynarodowych i sektora prywatnego. W 2018 roku całkowita suma tych składek wyniosła 361,9 miliona dolarów. Ponadto UNODC korzysta z funduszy wspólnych, które są tworzone dzięki współpracy z innymi organizacjami, w tym ONZ oraz partnerów z sektora publicznego i prywatnego.
Biuro dąży do zapewnienia stabilnego finansowania, aby skutecznie wspierać państwa w walce z przestępczością, handlem narkotykami, terroryzmem i innymi zagrożeniami, oraz w realizacji celów zrównoważonego rozwoju ONZ.

## Przyszłe kierunki działań UNODC
Biuro Narodów Zjednoczonych ds. Narkotyków i Przestępczości (UNODC) na lata 2021–2025 koncentruje swoje działania na kilku kluczowych obszarach. Organizacja skupia się na walce z przestępczością zorganizowaną, w tym handlem ludźmi i bronią, oraz na inwestowaniu w technologie cyfrowe wspierające wymiar sprawiedliwości w walce z cyberprzestępczością. UNODC angażuje się także w przeciwdziałanie korupcji, wspierając państwa członkowskie w realizacji Konwencji ONZ przeciwko Korupcji. Ponadto, Biuro podejmuje działania na rzecz reformy systemów sprawiedliwości karnej oraz wspiera budowanie sprawiedliwych i odpornych społeczeństw.